# Poiana (gmina Brăești)
Poiana – wieś w Rumunii, w okręgu Botoszany, w gminie Brăești. W 2011 roku liczyła 467 mieszkańców.